# Monorriel de Jacksonville
El metro de Jacksonville es un sistema de monorriel de 6 km que comunica una pequeña área de la ciudad de Jacksonville (Florida). Cuenta con una línea dividida en dos secciones y ocho estaciones para el traslado de los usuarios.

## Historia
La decisión de construir un metro comenzó en 1971, pero no fue sino hasta 1987 en que se concedió. La primera sección de la única línea fue inaugurada en el mes de octubre de 1989: FCCJ a Terminal (Osborne).
La segunda sección de la línea fue inaugurada: primero en octubre de 1998 la estación San Marco, y en noviembre de 2000 de River Place a King's Ave.

## La línea de monorriel
Esta línea cuenta con dos secciones: FCCJ-Osborne y San Marco-King's Ave. La primera cuenta con una extensión de 4 km y 5 estaciones, mientras que la otra cuenta con 2 km y 3 estaciones.